# Acordos de Helsínquia

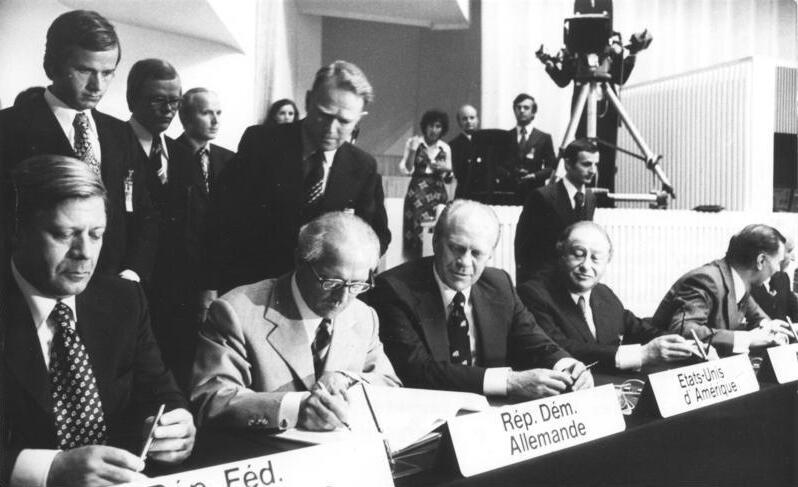
Chanceler da República Federal da Alemanha (Alemanha Ocidental) Helmut Schmidt, Presidente do Conselho de Estado da República Democrática Alemã (Alemanha Oriental) Erich Honecker, presidente dos EUA Gerald Ford e chanceler austríaco Bruno Kreisky

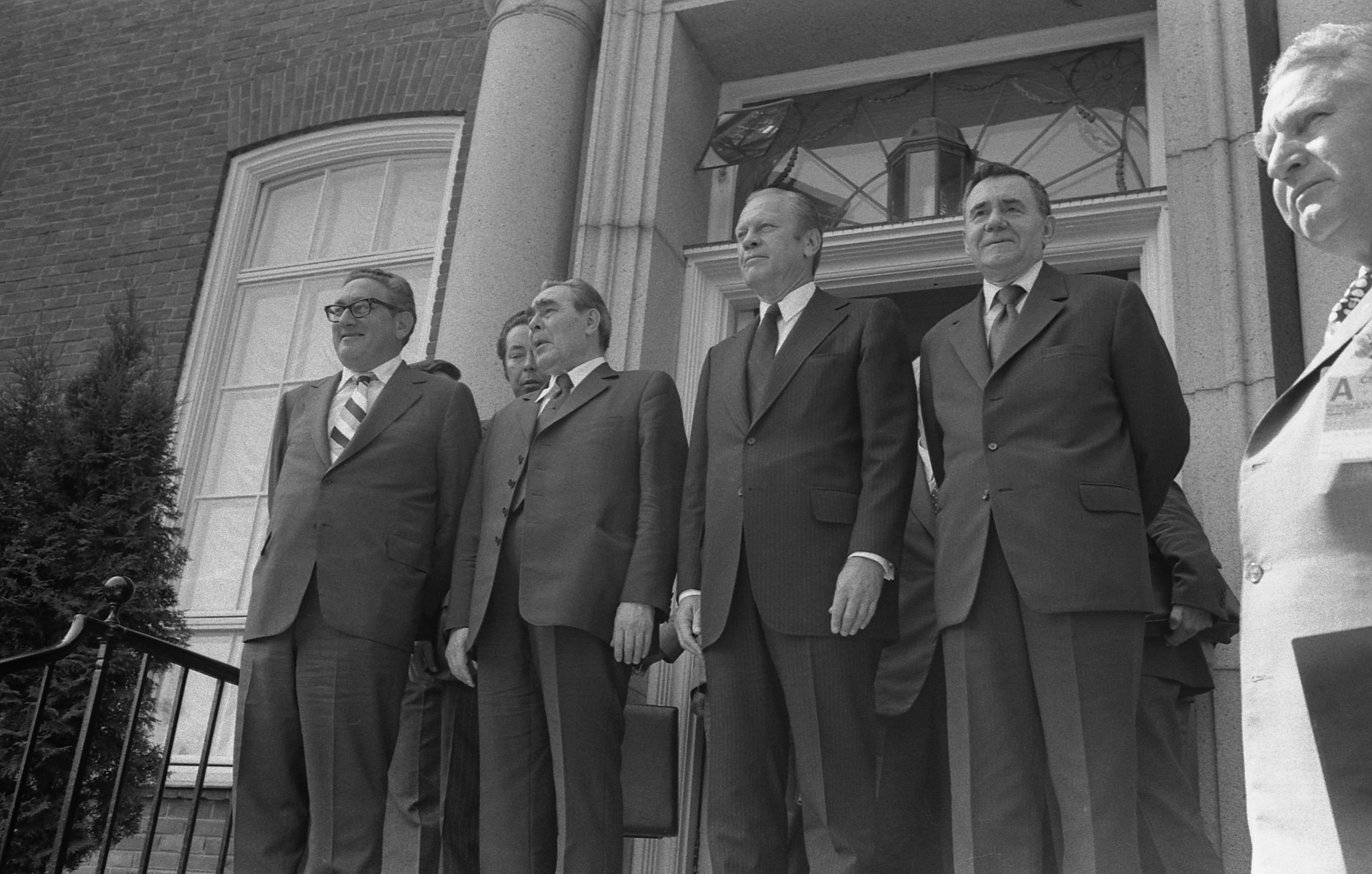
A partir da esquerda estão Kissinger, Brezhnev, Ford e Gromiko fora da Embaixada Americana, Helsinque, Finlândia, 1975.

A Ata Final de Helsínquia, também conhecido como Acordos de Helsínquia, foi o documento assinado na reunião de encerramento da terceira fase da Conferência sobre Segurança e Cooperação na Europa (CSCE) realizada em Helsínquia, Finlândia, entre 30 de julho e 1.º de agosto de 1975, após dois anos de negociações conhecidas como Processo de Helsínquia. Todos os países europeus então existentes (exceto Andorra e Albânia pró-chinesa), bem como os Estados Unidos e o Canadá, ao todo 35 estados participantes, assinaram a Ata Final na tentativa de melhorar a détente entre o Oriente e o Ocidente. Os Acordos de Helsínquia, no entanto, não eram vinculativos, pois não tinham status de tratado que teria que ser ratificado pelos parlamentos. Às vezes, o termo "pacto(s) de Helsínquia" também foi usado não oficialmente.

## Artigos
Na terminologia da CSCE, havia quatro agrupamentos ou cestas. Na primeira cesta, a "Declaração sobre Princípios Orientadores das Relações entre os Estados Participantes" (também conhecida como "O Decálogo") enumerou os seguintes dez pontos:
1. Igualdade soberana, respeito pelos direitos inerentes à soberania
2. Abster-se da ameaça ou uso da força
3. Inviolabilidade das fronteiras
4. Integridade territorial dos Estados
5. Solução pacífica de controvérsias
6. Não intervenção em assuntos internos
7. Respeito pelos direitos humanos e liberdades fundamentais, incluindo a liberdade de pensamento, consciência, religião ou crença
8. Igualdade de direitos e autodeterminação dos povos
9. Cooperação entre Estados
10. Cumprimento de boa-fé das obrigações de direito internacional

A segunda cesta prometia cooperação econômica, científica e tecnológica; facilitar os contatos comerciais e a cooperação industrial; interligando redes de transporte; e aumentando o fluxo de informações. A terceira cesta envolveu compromissos para melhorar o contexto humano de reuniões familiares, casamentos e viagens. Também buscou melhorar as condições dos jornalistas e ampliar os intercâmbios culturais. A quarta cesta tratou de procedimentos para monitorar a implementação e planejar reuniões futuras.

### Liberdade de informação
Os Estados Unidos procuraram uma disposição que proibisse a interferência de rádio, mas não conseguiram encontrar consenso devido à oposição soviética. Apesar disso, o Ocidente acreditava que a interferência era ilegal sob a linguagem acordada para "expansão da disseminação de informações transmitidas pelo rádio". A União Soviética acreditava que a interferência era uma resposta legalmente justificada às transmissões que eles argumentavam ser uma violação do amplo propósito dos Acordos de Helsínquia de "atender ao interesse de entendimento mútuo entre as pessoas e aos objetivos estabelecidos pela Conferência".

## Gestão Ford
Quando o presidente Gerald Ford assumiu o cargo em agosto de 1974, as negociações da Conferência sobre Segurança e Cooperação na Europa (CSCE) estavam em andamento há quase dois anos. Embora a URSS buscasse uma solução rápida, nenhuma das partes foi rápida em fazer concessões, principalmente em questões de direitos humanos. Ao longo de grande parte das negociações, os líderes dos EUA estavam desengajados e desinteressados com o processo. Em agosto de 1974, o Conselheiro de Segurança Nacional e Secretário de Estado Henry Kissinger disse a Ford que "nós nunca quisemos isso, mas seguimos com os europeus […] Não tem sentido, é só sensacionalismo da esquerda. E estamos sendo coniventes com isso."
Nos meses que antecederam a conclusão das negociações e a assinatura da Ata Final de Helsínquia, o público americano, em particular os americanos descendentes da Europa Oriental, expressaram sua preocupação de que o acordo significasse a aceitação do domínio soviético sobre a Europa Oriental e a incorporação dos Países Bálticos na URSS. O presidente Ford também estava preocupado com isso e pediu esclarecimentos sobre esta questão ao Conselho de Defesa Nacional dos EUA.
O Senado americano também estava preocupado com o destino dos Países Bálticos e da CSCE em geral. Vários senadores escreveram ao presidente Ford solicitando que a etapa final da cúpula fosse adiada até que todos os assuntos fossem resolvidos e de forma favorável ao Ocidente. Ford também atraiu críticas de conservadores quando se recusou a se encontrar com o dissidente soviético Alexander Soljenítsin para evitar prejudicar as relações União Soviética-Estados Unidos antes da conferência.
Pouco antes de o presidente Ford partir para Helsínquia, ele manteve uma reunião com um grupo de americanos de origem do Leste Europeu, e afirmou definitivamente que a política dos EUA sobre os Países Bálticos não mudaria, mas seria reforçada, pois o acordo nega a anexação de território em violação do direito internacional e permite a mudança pacífica de fronteiras.
Ford em julho de 1975 disse à delegação de americanos de origens do Leste Europeu que:
Os documentos de Helsinque envolvem compromissos políticos e morais destinados a diminuir as tensões e abrir ainda mais as linhas de comunicação entre os povos do Oriente e do Ocidente. … Não estamos nos comprometendo com nada além do que já estamos comprometidos por nossos próprios padrões morais e legais e por acordos de tratados mais formais, como a Carta das Nações Unidas e a Declaração dos Direitos Humanos. … Se tudo falhar, a Europa não ficará pior do que está agora. Se mesmo uma parte for bem-sucedida, a sorte das pessoas na Europa Oriental será muito melhor, e a causa da liberdade avançará pelo menos até esse ponto.
Suas garantias tiveram pouco efeito. O volume de correio negativo continuou a crescer. O público americano ainda não estava convencido de que a política americana sobre a incorporação dos Países Bálticos não seria alterada pela Ata Final de Helsínquia. Apesar dos protestos de todos os lados, Ford decidiu seguir em frente e assinar o acordo. À medida que as críticas domésticas aumentavam, Ford se esquivou de seu apoio aos Acordos de Helsínquia, que tiveram o impacto de enfraquecer sua estatura na política externa.
Ronald Reagan fez dos Acordos uma peça central de sua campanha contra Ford para as primárias presidenciais do Partido Republicano em 1976. Durante as eleições gerais, o candidato democrata Jimmy Carter atacou os Acordos como uma legitimação da "dominação soviética da Europa Oriental". Um debate sobre os Acordos nesse sentido durante os debates presidenciais dos Estados Unidos em 1976 levou a uma infame gafe presidencial na qual Ford afirmou que "não havia dominação soviética da Europa Oriental, e nunca haverá sob uma gestão Ford." Seu erro no debate com Carter quando ele negou o controle da Polônia pelo Kremlin provou ser desastroso.